# Bahnhof Hoppegarten (Mark)

Der Bahnhof Hoppegarten (Mark) ist ein S-Bahnhof in der Gemeinde Hoppegarten im Landkreis Märkisch-Oderland in Brandenburg, der von der S-Bahnlinie 5 der Berliner S-Bahn bedient wird. Er war Anschlussbahnhof zur Bahnstrecke Hoppegarten–Altlandsberg von 1898 bis zu deren Stilllegung.

## Lage
Der Bahnhof befindet sich im Ortszentrum von Hoppegarten östlich von Berlin, grenzt an die Straßen Am Güterbahnhof und Am Kleinbahnhof und liegt an der Strecke der historischen Preußischen Ostbahn. Er gehört zum Tarifbereich Berlin C des Verkehrsverbunds Berlin-Brandenburg.

## Geschichte

### Eröffnung und Beginn
Ein Bahnhof ist bereits vor 1870 mit der amtlichen Bezeichnung der Ostbahn „Aussteigeplatz“ erwähnt worden. Schon ein Jahr später hatte man ein erstes massives Bahnhofsgebäude mit einfachster Einrichtung auf der Nordseite der Gleise errichtet. Dieses Gebäude musste allerdings mit dem Bau der Kleinbahn Hoppegarten-Altlandsberg aufgegeben werden. Dafür wurde auf der gegenüberliegenden Seite der Gleise ein größeres Gebäude in ländlicher Fachwerkbauart gebaut. Am 1. Mai 1870 wurde vermutlich der Bahnhof unter dem Namen Hoppegarten mit zwei Seitenbahnsteigen eröffnet. Die Aktenlage legt allerdings das Jahr 1899 fest. Darin gab es Räume für fürstliche Personen, Eisenbahndiensträume, Fahrkartenausgabe, einen Warteraum und eine Bahnhofsgaststätte. Das Empfangsgebäude bekam durch die Bevölkerung bald die umgangssprachliche Bezeichnung „Kaiserbahnhof“ verliehen. Obwohl auch noch Kaiser Wilhelm II. regelmäßig am „Tag der Armee“, zum selbst gestifteten Preis, dem Rennen auf der Pferderennbahn vom Kaiserpavillon beiwohnte, bleibt die Benutzung vom Bahnhof nebst Fürstenzimmer unbelegt. Auch über den genauen Eröffnungstag der Bahnhofsanlage besteht kurioserweise Unklarheit. Am 1. Mai 1911 erfolgte die offizielle Umbenennung der Bahnhofsanlage von Hoppegarten in Hoppegarten (Mark).
Am 1. August 1944 wurde der heutige Bahnhof mit Mittelbahnsteig als Station einer von den Ferngleisen separierten Vorortbahn eröffnet. Im April 1945 folgte kriegsbedingt die Schließung, am 10. September desselben Jahres wurde er wiedereröffnet. Die Demontage des jeweils zweiten Gleises der Vorort- und der Fernbahnstrecke war keine Reparationsmaßnahme, das Material wurde für die Strecke nach Erkner benötigt. Am 7. März 1947 wurde der elektrische S-Bahn-Betrieb auf den Vorortgleisen der Ostbahn aufgenommen. Für die elektrischen Züge war die nördliche Bahnsteigkante erhöht worden, die von Dampflokomotiven gezogenen Anschlusszüge verkehrten vom südlichen Bahnsteiggleis. Ab September 1948 fuhren die S-Bahn-Züge, zunächst alle 40 Minuten, über Hoppegarten hinaus.
Mit dem Inkrafttreten der Grenzsicherungsmaßnahmen zu West-Berlin im Jahre 1952 wurden in Hoppegarten die Züge der S-Bahn streng kontrolliert.

### Der Kleinbahnhof Hoppegarten
1898 wurde eine in Hoppegarten abzweigende normalspurige zunächst privat geführte Kleinbahn in das knapp 7 Kilometer entfernte Altlandsberg eröffnet, Die Eigentümer wechselten allerdings oft. Der als Verknüpfungsbahnhof mit dem Reichsbahnnetz gedachte Bahnhof lag etwas nördlich vom eigentlichen Personenbahnhof Hoppegarten. Dabei wurde praktisch das Gebäude eines Gasthofes auch gleichzeitig als Bahnhof genutzt. Der Pächter vom Gasthof erledigte bis ca. 1934 auch den Verkauf von Fahrkarten. Der Personenverkehr nach Altlandsberg wurde im Jahr 1965 eingestellt, der Güterverkehr hielt sich auf einem Teilstück der Strecke ins Neuenhagener Gewerbegebiet noch bis nach dem Jahr 2000.

### Der Rennbahnhof Hoppegarten
Südwestlich des Bahnhofs ging 1923 ein separater Kopfbahnhof ⊙ mit zwölf Gleisen an fünf Bahnsteigen für den Sonderverkehr an Renntagen in Betrieb. Einer weiteren Zunahme des zumeist an den Wochenenden abzuwickelnden starken Besucherverkehrs zur Rennbahn Hoppegarten, war bereits 1904 die vorhandene Bahnhofsanlage nicht mehr gewachsen. Der Union-Klub hatte daher die Idee einen besonderen Rennbahnhof nach dem Muster der beiden schon bestehenden Rennbahnhöfe von Karlshorst und Grunewald zu bauen und damit die Besucherströme möglichst vom Normalverkehr der Bahn zu trennen. Es schien dabei ausreichend, den Rennbahnhof nur zu den Veranstaltungen zu betreiben. 
Das Planungsverfahren begann bereits am 22. August 1897, ein Entwurf der Eisenbahnbehörde lag jedoch erst 1912 vor. Der Union-Klub überließ zum Bau der Bahnhofsanlage einen entsprechenden Geländestreifen südlich der vorhandenen Bahntrasse. Die Genehmigung zum Bau erfolgte im Februar 1917. Allerdings war mit den notwendigen Böschungsarbeiten und Anschüttungen schon 1914/15 begonnen worden. Es war geplant den speziellen Rennbahnhof noch 1922 zu eröffnen. Wiederum kam es nicht zuletzt durch die inflationäre Geldentwertung zu weiteren Bauverzögerungen. Im Mai 1923 stand dann mit der Eröffnung der Rennsaison eine leistungsfähige Bahnanlage mit zwölf Gleisen an fünf Bahnsteigen, nebst Empfangsbaulichkeiten im Landhausstil zur Verfügung. Über die Gleisanlage gab es eine Verbindungsbrücke mit fünf Abgängen zum Bahnsteig. Das eigene Stellwerk „Hpr“ und ein Wasserturm für 50 Kubikmeter Wasser gehörten ebenfalls zum Rennbahnhof. Der Wasserturm wurde in den 1950er Jahren abgerissen. 
Die Rennsaison 1944 fand noch nach üblichem Ablauf statt. Mit dem Ende des Zweiten Weltkriegs wurde der Rennbetrieb völlig eingestellt. Schon 1947 waren sämtliche Gleise vom Rennbahnhof nicht mehr vorhanden. Die Bahnsteige blieben noch bis ca. 1975 erhalten. Das gesamte Gelände wurde später z. B. als Lagerplatz für Fertigteile für den Wohnungsbau genutzt. 
Die Gleise des geschlossenen Rennbahnhofs wurden nach Kriegsende als Reparationsleistung an die Sowjetunion abgebaut, nachdem sie zuvor noch kurzzeitig für die Verladung von Reparationsgütern genutzt worden waren.

### Neubau von Fußgängerüberbrückung, Treppe und Aufzug

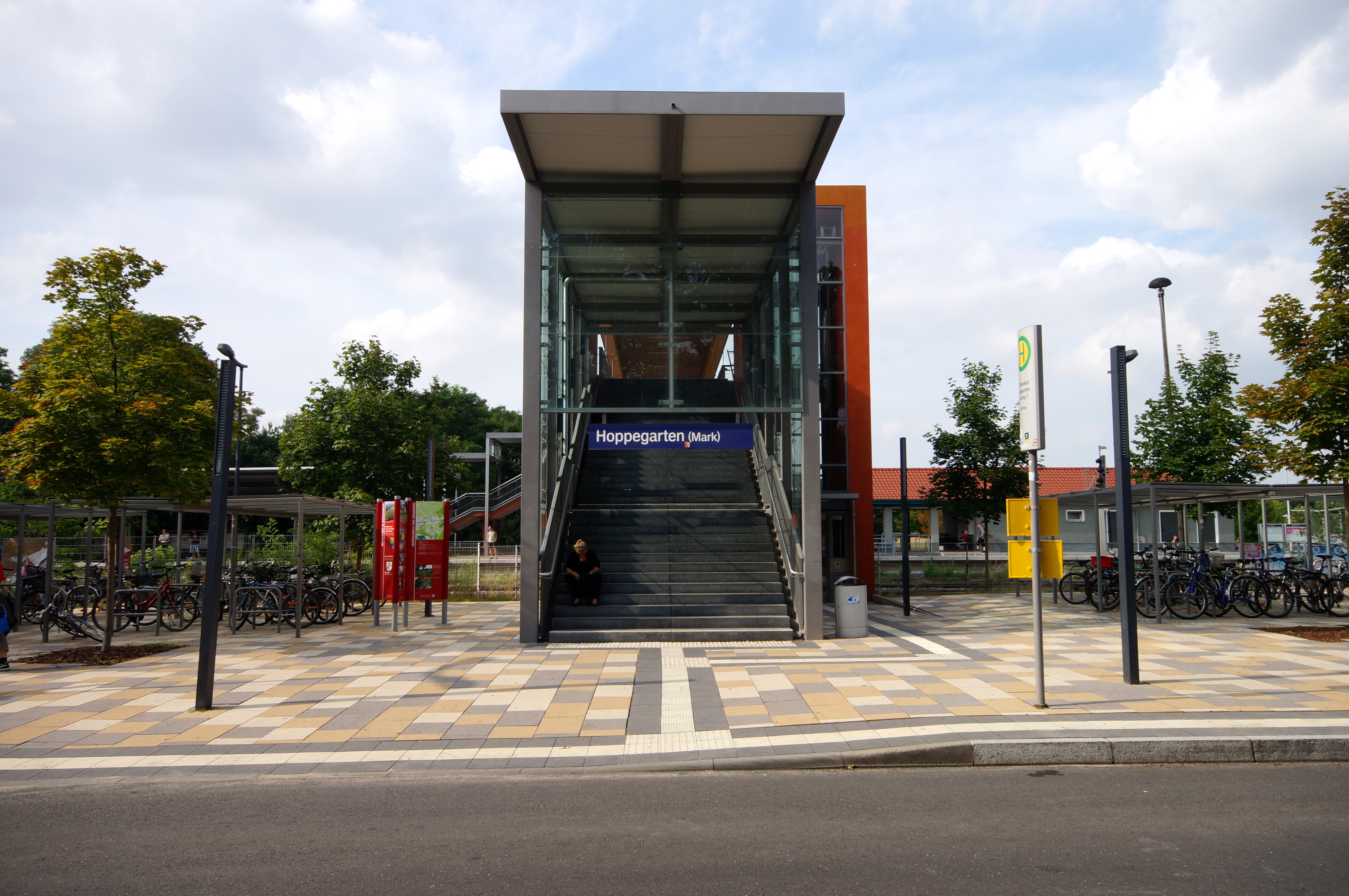
Südlicher Bahnhofszugang von der Straße Am Güterbahnhof

Von November 2007 bis Mai 2008 wurden bei laufendem Betrieb die Fußgängerüberbrückung sowie Treppen und Aufzüge zu den Gleisen vom Bauunternehmen Ludwig Freytag aus Oldenburg neu gebaut. Auftraggeber waren die Gemeinde Hoppegarten und DB Station&Service Schwerin. Im Jahr 2010 entstanden ein 152 Meter langer Bahnsteig, eine Bahnsteigüberdachung und ein Wetterschutzhaus. Außerdem wurden Bahnsteigbeleuchtung sowie Lautsprecheranlagen erneuert. Der komplette Umbau kostete ca. 2,7 Millionen Euro und wurde mit Bundes- und Landesmitteln gefördert.

### Unfall vom 29. Juni 2015

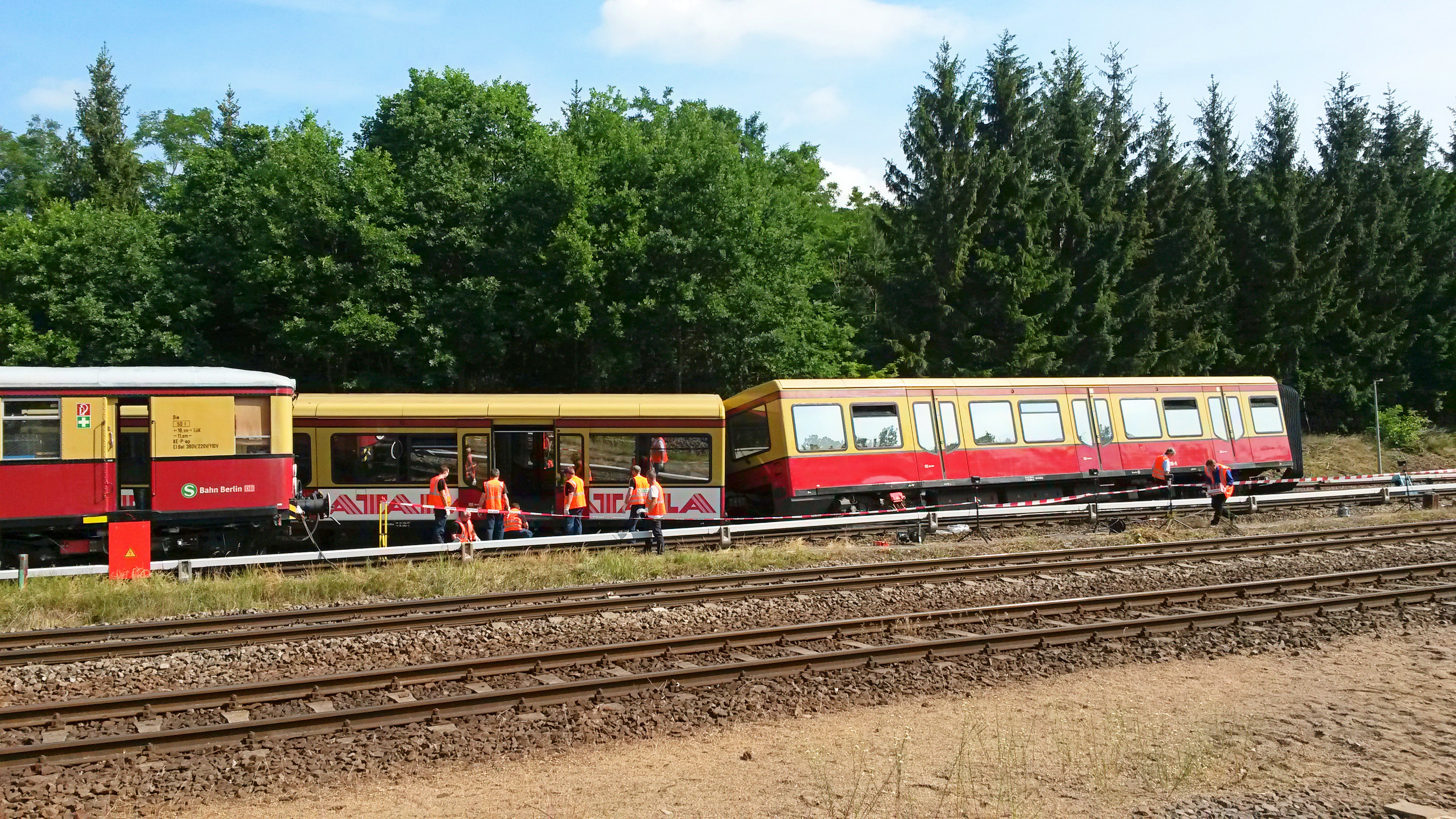
S-Bahn-Zugentgleisung am 29. Juni 2015

Am Abend des 29. Juni 2015 gegen 21:45 Uhr entgleisten bei der Einfahrt in den Bahnhof die letzten drei Wagen eines in Richtung Berlin fahrenden S-Bahn-Vollzugs. Verletzte waren nicht zu beklagen, Unfallursache war vermutlich eine unter dem fahrenden Zug gestellte Weiche. Das Umsetzen der verkeilten Wagen mit zwei Schienenkränen und die Reparatur der Gleisanlage führten zu einer Unterbrechung der Strecke zwischen den Bahnhöfen Hoppegarten und Fredersdorf bis einschließlich 5. Juli 2015.

## Anlagen

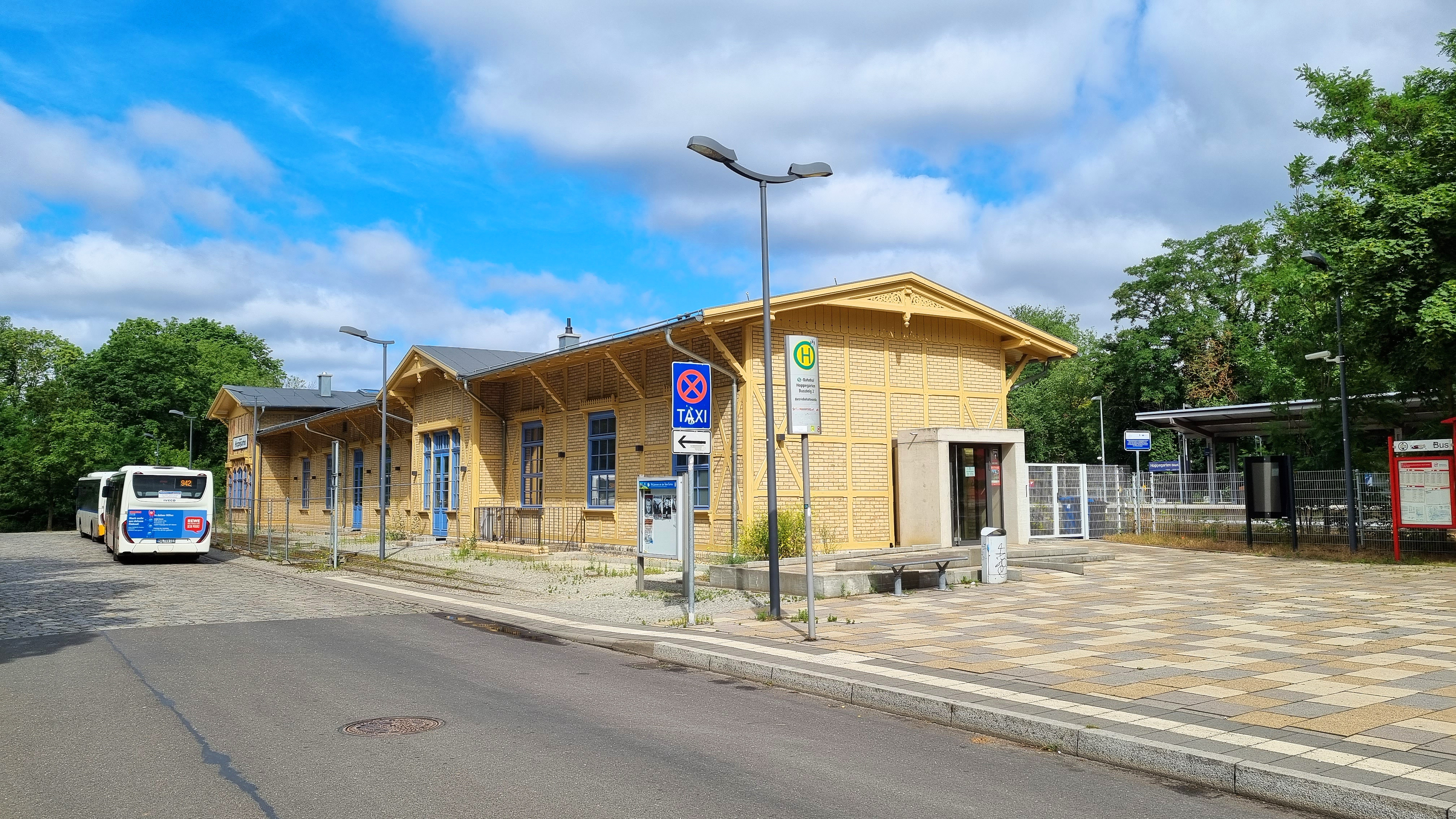
Denkmalgeschützter „Kaiserbahnhof“

Der Bahnhof besitzt einen 19 Meter breiten Mittelbahnsteig mit zwei Gleisen an der S-Bahn-Strecke der Ostbahn. Südlich davon liegen die Ferngleise. Nördlich der Ostbahngleise lag der Kleinbahnhof für die Strecke nach Altlandsberg, der über ein Verbindungsgleis mit der Ostbahn verbunden war.
Südlich der Durchgangsgleise befanden sich die Kopfgleise des Rennbahnhofs, der nach Ende des Zweiten Weltkriegs nicht mehr genutzt wurde. Die Gleise wurden entfernt. Das repräsentative Empfangsgebäude des sogenannten Kaiserbahnhofs südlich des S-Bahnhofs blieb bestehen. Die „Anlage des Kaiserbahnhofs mit Empfangsgebäude, Aufsichtsgebäude, Bahnsteig und gepflastertem Vorplatz“ steht unter Denkmalschutz. Seit dem Jahr 2013 bemühte sich ein örtlicher Verein, eine Nutzung für das leerstehende Gebäude zu finden. Bis Ende 2018 sollte es zu einem Veranstaltungs- und Gastronomiestandort umgebaut werden, die Kosten von 2,2 Millionen Euro trugen je zur Hälfte das EU-Förderprogramm LEADER und die Gemeinde Hoppegarten. Nach der Sanierung stand es jedoch vier Jahre leer, da man lange nach einem Käufer gesucht hat. 2022 wurde das bis dahin leer stehende Bahnhofsgebäude wiedereröffnet, welches nun eine Touristeninformation des Vereins „Märkische S5-Region“ beherbergt.
In der Straße Am Güterbahnhof befinden sich die Bushaltestellen, welche zusätzlich als Pausenplatz, sowie Wendeanlage für die Busse dienen.

## Anbindung

### Schienenverkehr
| Linie | Verlauf | Takt |
| ----- | --- | ---- |
|       | Westkreuz – Charlottenburg – Savignyplatz – Zoologischer Garten – Tiergarten – Bellevue – Hauptbahnhof – Friedrichstraße – Hackescher Markt – Alexanderplatz – Jannowitzbrücke – Ostbahnhof – Warschauer Straße – Ostkreuz – Nöldnerplatz – Lichtenberg – Friedrichsfelde Ost – Biesdorf – Wuhletal – Kaulsdorf – Mahlsdorf – Birkenstein – Hoppegarten – Neuenhagen – Fredersdorf – Petershagen Nord – Strausberg – Hegermühle – Strausberg Stadt – Strausberg Nord \|\| 10 min (im Tagesverkehr) 20 min (Schwachverkehrszeiten) |      |

### Busverkehr

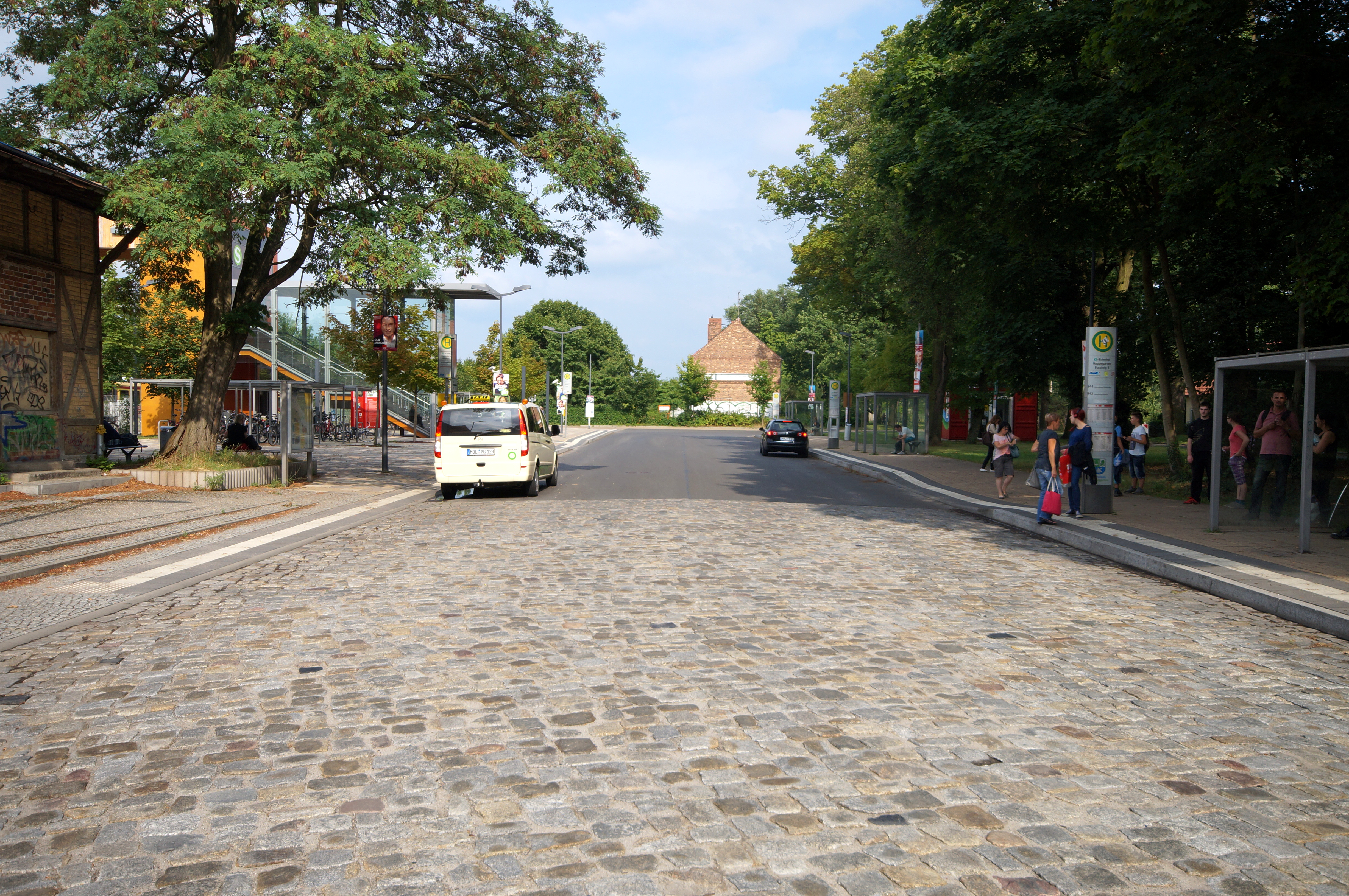
Der Busbahnhof Hoppegarten

Mehrere Buslinien der Märkisch-Oderland Bus GmbH (kurz mobus), einem Unternehmen der transdev, binden die Regionen rund um Hoppegarten an. Seit Dezember 2017 existiert ein 20-Minuten-Takt auf allen dort verkehrenden Buslinien, welche abgestimmt auf die Taktzeiten der S-Bahn dort halten. Alle Buslinien enden am S-Bahnhof Hoppegarten, bzw. schließen an eine Linie an.
| Linie | Verlauf                                                |
| ----- | ------------------------------------------------------ |
| 940   | S Hoppegarten – S Neuenhagen – Lindenstraße/EKZ        |
| 942   | S Hoppegarten – Medianklinik – S Hoppegarten (Ringbus) |
| 943   | S Hoppegarten – U Hönow – Hönow, Nord                  |
| 944   | S Hoppegarten – Neuenhg, Gewerbegebiet – Altlandsberg  |
| 945   | S Hoppegarten – Münchehofe – Waldesruh                 |